# Чисточина
Чисточина (англ. Chistochina) — статистически обособленная местность в зоне переписи населения Коппер-Ривер, штат Аляска, США.

## География
Расположен в 43 км к северо-востоку от статистически обособленной местности Гакона и в 69 км от Гленналлена, примерно посередине между канадской границей и Анкориджем. Площадь статистически обособленной местности составляет 932 км², из которых 931 км² — суша и 1,0 км² (0,11 %) — открытые водные пространства.

## Население
Доля лиц в возрасте младше 18 лет — 25,8 % ; лиц от 18 до 24 лет — 7,5 %; лиц от 25 до 44 лет — 28,0 %; лиц от 45 до 64 лет — 22,6 % и лиц старше 65 лет — 16,1 %. Средний возраст населения — 38 лет. На каждые 100 женщин приходится 121,4 мужчин; на каждые 100 женщин в возрасте старше 18 лет — 122,6 мужчин.

## Экономика
Средний доход на совместное хозяйство — $24 107; средний доход на семью — $41 250; Средний доход на душу населения — $12 362. Около 29,6 % семей и 28,6 % жителей живут за чертой бедности, включая 18,2 % лиц в возрасте младше 18 лет и 27,3 % лиц старше 65 лет.